# Sappy
«Sappy» es una canción de la banda de grunge Nirvana. Es la canción final (sin créditos) de la compilación de varios artistas a beneficio de fundaciones de lucha contra el sida de 1993 No Alternative.

## Historia
"Sappy" fue escrita aparentemente en 1988, y fue grabada varias veces en estudio, en buena parte debido a que su autor, Kurt Cobain, nunca estaba completamente satisfecho con alguna de sus versiones. La versión final se grabó en 1993 para su inclusión en In Utero, pero a última hora fue suprimida y colocada en No Alternative (el nombre original de esta canción era Verse Chorus Verse). Es usualmente llamada "Sappy" para evitar confusiones.

## Significado
Como varias canciones de Nirvana, "Sappy" habla de temas de trampas y codependencia. Sin embargo, a diferencia de canciones como "About a Girl" y "Heart-Shaped Box", no es cantada desde la perspectiva de la persona más débil. En "Sappy", Cobain usa la perspectiva de segunda persona.
También se dice que puede hablar sobre temas relacionados con la muerte, como así lo muestran versos como: "He'll keep you in a jar" (te meterá en un tarro), "He'll give you breathing holes" (te hará agujeros para respirar), "He'll cover you with grass" (te cubrirá con pasto) o "Conclusion came to you" (la conclusión vino hacia ti).
Otro nombre de la canción, "Verse Chorus Verse", puede ser interpretado como un comentario cínico en la dinámica "calma-ruido", un formato que Cobain adoptó de varias de sus bandas favoritas como Pixies, y probablemente el que más usó Nirvana. La original "Verse Chorus Verse", una demo que nunca fue terminado durante las sesiones de Nevermind por Butch Vig en 1991, usa la misma dinámica.

## Otras versiones
- La versión de Albini fue relanzada en el box set de 2004, With the Lights Out.
- Una versión tomada de un concierto de la banda de comienzos de 1990 aparece en el DVD de With the Lights Out.
- Una versión temprana de estudio, grabada por Jack Endino en enero de 1990 en Seattle, Washington, aparece en la compilación de 2005, Sliver: The Best of the Box.
- Una versión temprana en vivo se puede escuchar en la versión de aniversario del álbum Bleach.
- La versión acústica se puede escuchar en la compilación no oficial llamada Outcesticide, pero en el bootleg The Chosen Rejects se puede escuchar con una mejor calidad de audio; la versión acústica de Sappy en sus primeras ventas se denominaba Sad.
- Otra versión de estudio disponible en la edición de aniversario de Nevermind fue grabada en los Studios Smart en abril de 1990.
- Se considera que la mejor versión en vivo es la interpretada en Italia, Milán, en 1994.